# Maemo
Maemo – platforma oprogramowania stworzona przez Nokię na potrzeby smartfonów i tabletów. System powstał w oparciu o dystrybucję GNU/Linuksa Debian. Na platformę składa się system operacyjny Maemo i SDK.
Maemo oparte jest w większości na oprogramowaniu open source i zostało stworzone przez Maemo Devices (dział Nokii) we współpracy z wieloma projektami open source, takimi jak Linux, Debian czy GNOME. Większość elementów interfejsu użytkownika, Framework i biblioteki pochodzą z projektu GNOME. Maemo korzysta z menedżera okien Matchbox i graficznego interfejsu użytkownika Hildon.
Interfejs użytkownika w Maemo 4 jest podobny do tych z urządzeń mobilnych. Występuje w nim ekran startowy (home screen), który jest swego rodzaju punktem wyjścia z którego można uzyskać dostęp do aplikacji czy ustawień. Ekran startowy podzielony jest na obszary uruchamiania aplikacji, pasek menu i spory obszar przeznaczony na różnego typu gadżety.
Interfejs Maemo 5, obecnego w Nokii N900, jest nieco inny. Pasek informacyjny i obszar powiadomienia są na stałe zadokowane w górnej krawędzi ekranu, a na czterech pulpitach można dowolnie rozmieszczać skróty i gadżety.
Dla platformy Maemo 5 stworzono około 1700 aplikacji dodatkowych (w zdecydowanej większości bezpłatnych i dostępnych na zasadach „Open Source” – otwartego kodu źródłowego).
Maemo 6 nigdy nie zostało wydane. W 2011 roku, we współpracy z Linux Foundation oraz Intelem, Nokia stworzyła nowy system MeeGo. Nowy system pojawił się na rynku w czerwcu 2011 w telefonie Nokia N9.